# 1704

سنة 1704 كانت سنة كبيسة تبدأ يوم الثلاثاء (سوف يظهر الرابط التقويم الكامل للعام) حسب التقويم الميلادي، وسنة كبيسة تبدأ يوم السبت حسب التقويم اليولياني.

## أحداث
- إسحاق نيوتن - قام بطباعة كتاب البصريات. (ولد 1642 م)

## مواليد
- طهماسب الثاني
- ابن الست

## وفيات
- جون لوك - فيلسوف إنجليزي. (ولد 1632 م)